# Pra Sempre (álbum de Lulu Santos)
Pra Sempre é nome do vigésimo terceiro álbum de estúdio do cantor Lulu Santos lançado em 24 de maio de 2019 pela Universal Music. A temática do álbum é o relacionamento de Lulu Santos com seu marido, Clebson Teixeira, na qual o cantor dedica as 10 faixas do álbum, todas de sua autoria, ao seu cônjuge.
O disco ainda apresenta a regravação do clássico de 1967 "The Look of Love", escrita por Burt Bacharach e Hal David. 

## Faixas
Compõem o disco as faixas: 
| Nº | Música                             | Observações                            |
| -- | ---------------------------------- | -------------------------------------- |
| 1  | Radar                              |                                        |
| 2  | Pra sempre                         |                                        |
| 3  | Tão real                           |                                        |
| 4  | Hj em dia                          |                                        |
| 5  | Ser Ou Não Ser (Véi....)           |                                        |
| 6  | Lava                               | (Participação especial O terno)        |
| 7  | Gritos & Sussurros                 |                                        |
| 8  | Orgulho & Preconceito              |                                        |
| 9  | The Look Of Love                   |                                        |
| 10 | Quae Sera Tamem (Savassi By Night) | (Participação especial Anderson Noise) |
| 11 | Radar (Extended Memix)             | (Participação especial DJ Memê)        |

## Integrantes
- Xocolate - Bateria
- Jorge Ailton - Baixo e Vocais
- Hiroshi Mizutani e Alex de Sousa - Teclados
- Lulu Santos - Guitarras, Violões e Voz
- Andrea Negreiros - Vocais
- Pretinho da Serrinha - Percussão
- Silvio Charles - Violão, Cítara e Percussão
- PC - Pandeirola, Agogô e Vocais